# Dufthummel
Die Dufthummel (Bombus fragrans), auch Fragranshummel oder Steppenhummel genannt, ist eine Art der Hummeln (Bombus) mit Lebensraum in Steppen. Die Art ist in Europa vom Aussterben bedroht.

## Merkmale
Die Art ist anhand von Färbungsmerkmalen gut erkennbar. Sie ist überwiegend relativ kurz, samtartig gelb behaart. Schwarz dagegen abgesetzt sind der Clypeus, eine schwarze Binde auf dem Rumpfabschnitt (Mesosoma) zwischen den Flügeln sowie die Seiten des Mesosoma, der sechste Tergit des Hinterleibs, außerdem größere Bereiche der Bauchseite und des Kopfes, mit Ausnahme des Scheitels hinter den Ocellen.  Die oft in ähnlichen Lebensräumen verbreitete Armeniacushummel Bombus armeniacus ist an dem an den Seiten gelb behaarten Mesosoma zu unterscheiden.
Die Dufthummel gilt als größte Hummel Europas. Arbeiterinnen erreichen eine Körperlänge von 18 bis 21 Millimeter, Königinnen 46 bis 48 Millimeter.

## Vorkommen und Lebensraum
Die Dufthummel lebt in Steppen. Die einzigen mitteleuropäischen Vorkommen waren in Österreich (Burgenland, Niederösterreich); die Art ist hier ausgestorben (letzter Nachweis von 1967). Sie kommt in steppenartigen Lebensräumen im Osten Europas, in der Türkei, im Iran und weiter in West- und Zentralasien, östlich bis Westchina, vor. Nach Osten wird sie von der nahe verwandten und ähnlichen Bombus amurensis abgelöst. In der Türkei ist ihr Lebensraum auf die Steppen Inneranatoliens beschränkt, wobei sie die stärker salzbeeinflussten Steppentypen meidet. In der Ukraine trat sie historisch fast im gesamten Land in der Steppe oder Waldsteppe auf. Im Jahrzehnt bis 2010 lagen abseits der Halbinsel Krim keine Nachweise mehr vor.
Die überwinterten Königinnen suchen ab Anfang Mai einen geeigneten Nistplatz, meist verlassene, unterirdische Kleinsäugernester, um ihren Staat zu gründen. Ein Volk umfasst ca. 50–100 Individuen. Die ersten Arbeiterinnen fliegen ab Ende Mai, ab Mitte August Drohnen und die Jungköniginnen. Ende September bis Anfang Oktober stirbt das Volk. Die Dufthummel gehört zu den Pocketmakern.
Wie alle Hummeln ernährt sich die Dufthummel von Nektar und ihre Larven von Pollen.

## Taxonomie
Die Art wurde von Peter Simon Pallas als Apis fragrans erstbeschrieben. Typlokalität ist die russische Wolgaregion. Sie gehört in die in Europa, Asien und Nordamerika (holarkisch) verbreitete Untergattung Subterraneobombus, in der sie mit Bombus amurensis und Bombus fedtschenkoi die Bombus fragrans-Artengruppe bildet; diese ist durch den durch dichte Punktur matten, nicht glänzenden Clypeus morphologisch gekennzeichnet.

## Gefährdung
Die Art ist in ihrem gesamten Verbreitungsgebiet selten. Sie hat die meisten Lebensräume durch die Ackernutzung ehemaliger Steppen-Lebensräume verloren. Nach den Kriterien der IUCN gilt sie global als gefährdet (vulnerable).